# Barbacha (distrito)
Barbacha é um distrito localizado na província de Bugia, Argélia, e cuja capital é a cidade de mesmo nome, Barbacha. Em 2008, a população total do distrito era de 22 265 habitantes.[carece de fontes?]

## Municípios
O distrito está dividido em duas comunas:
- Barbacha
- Kendira